# Elia Barp
Elia Barp (* 19. Dezember 2002 in Belluno) ist ein italienischer Skilangläufer.

## Werdegang
Barp nahm von 2018 bis 2022 an U18 und U20-Rennen im Alpencup teil. Dabei gewann er in der Saison 2020/21 die U20-Gesamtwertung und errang in der Saison 2021/22 den zweiten Platz in der U20-Gesamtwertung. Bei den Olympischen Jugend-Winterspielen 2020 in Lausanne lief er auf den 23. Platz über 10 km klassisch, auf den 20. Rang im Cross und auf den 16. Platz im Sprint. Zudem gewann er im Mixed-Wettbewerb die Bronzemedaille. Auch bei den Junioren-Skiweltmeisterschaften im folgenden Jahr in Vuokatti holte er die Bronzemedaille mit der Staffel. In den Einzelrennen dort belegte er den 24. Platz im Sprint, den 15. Rang im 30-km-Massenstartrennen und den siebten Platz über 10 km Freistil. Nach Platz eins im 13-km-Massenstartrennen bei den Rollerski-Juniorenweltmeisterschaften 2021 im Val di Fiemme zu Beginn der Saison 2021/22, kam er bei den Junioren-Skiweltmeisterschaften 2022 in Lygna auf den 14. Platz im 30-km-Massenstartrennen, auf den sechsten Rang mit der Staffel und auf den vierten Platz über 10 km klassisch. Im Sprintrennen gewann er dort die Silbermedaille. Zu Beginn der folgenden Saison startete er in Santa Caterina Valfurva erstmals im Alpencup und errang dabei den 30. Platz im Sprint. Im weiteren Saisonverlauf holte er in St. Ulrich am Pillersee über 10 km Freistil seinen ersten Sieg im Alpencup und erreichte zum Saisonende den achten Platz in der Alpencup-Gesamtwertung. Ende Dezember 2022 nahm er bei der ersten Etappe der Tour de Ski 2022/23 in Val Müstair erstmals am Skilanglauf-Weltcup teil und errang dort den 46. Platz im Sprint. Im folgenden Monat wurde er italienischer Meister über 10 km Freistil und belegte bei den U23-Weltmeisterschaften 2023 in Whistler den 22. Platz im 20-km-Massenstartrennen sowie jeweils den fünften Rang im Sprint und über 10 km Freistil. Beim Saisonhöhepunkt, den Nordischen Skiweltmeisterschaften 2023 in Planica, kam er auf den 45. Platz über 15 km Freistil. In der Saison 2023/24 holte er in Ruka mit dem 33. Platz im Sprint seine ersten Weltcuppunkte.

## Erfolge

### Nordische Skiweltmeisterschaften
- 2023 Planica: 45. Platz 15 km Freistil
- 2025 Trondheim: 53. Platz 20 km Skiathlon

### Siege bei Continental-Cup-Rennen
| Nr. | Datum             | Ort                     | Disziplin      | Serie    |
| --- | ----------------- | ----------------------- | -------------- | -------- |
| 1.  | 18. Dezember 2022 | St. Ulrich am Pillersee | 10 km Freistil | Alpencup |

## Platzierungen im Weltcup

### Weltcup-Statistik
Die Tabelle zeigt die erreichten Platzierungen im Einzelnen.
- 1.–3. Platz: Anzahl der Podiumsplatzierungen
- Top 10: Anzahl der Platzierungen unter den ersten zehn
- Punkteränge: Anzahl der Platzierungen innerhalb der Punkteränge
- Starts: Anzahl gelaufener Rennen in der jeweiligen Disziplin
- Hinweis: Bei den Distanzrennen erfolgt die Einordnung gemäß FIS.

| Platzierung               | Distanzrennen a | Distanzrennen a | Distanzrennen a | Distanzrennen a | Distanzrennen a | Skiathlon Verfolgung | Sprint | Etappen- rennen b | Gesamt | Team   | Team    |
| Platzierung               | ≤ 5 km          | ≤ 10 km         | ≤ 15 km         | ≤ 30 km         | > 30 km         | Skiathlon Verfolgung | Sprint | Etappen- rennen b | Gesamt | Sprint | Staffel |
| ------------------------- | --------------- | --------------- | --------------- | --------------- | --------------- | -------------------- | ------ | ----------------- | ------ | ------ | ------- |
| 1. Platz                  |                 |                 |                 |                 |                 |                      |        |                   |        |        |         |
| 2. Platz                  |                 |                 |                 |                 |                 |                      |        |                   |        |        | 1       |
| 3. Platz                  |                 |                 |                 |                 |                 |                      |        |                   |        |        |         |
| Top 10                    |                 |                 | 1               | 2               |                 |                      | 1      |                   | 4      | 3      | 3       |
| Punkteränge               |                 | 9               | 2               | 8               |                 | 2                    | 14     | 2                 | 37     | 3      | 3       |
| Starts                    |                 | 13              | 3               | 10              |                 | 6                    | 18     | 2                 | 52     | 3      | 3       |
| Stand: Saisonende 2024/25 |                 |                 |                 |                 |                 |                      |        |                   |        |        |         |

### Weltcup-Gesamtplatzierungen
| Saison  | Gesamt | Gesamt | Distanz | Distanz | Sprint | Sprint |
| Saison  | Punkte | Platz  | Punkte  | Platz   | Punkte | Platz  |
| ------- | ------ | ------ | ------- | ------- | ------ | ------ |
| 2023/24 | 654    | 34.    | 380     | 25.     | 223    | 32.    |
| 2024/25 | 409    | 39.    | 190     | 48.     | 69     | 61.    |